# Oberösterreiches Salzkammergut
1. REDIRECT Salzkammergut